# José Aricó
José Aricó (27 de julho de 1931 - 22 de agosto de 1991) foi um intelectual marxista argentino.
Seus principais escritos são: 
- Mariátegui e los orígines del marxismo latinoamericano (1978);
- Marxismo y América Latina (1980);
- La cola del diablo (1986);
- La hipótesis de Justo (1998, póstumo).